# Klas Torstensson
Klas Torstensson (Nässjö 16 januari 1951) is een Nederlands-Zweeds componist. 
Zijn muzikale opleiding begon aan de Ingesunds Muziekhogeschool in Arvika, waar hij klarinet, muziektheorie en compositie studeerde. Zijn opleiding zette hij voort aan de Universiteit van Göteborg (muziekwetenschap) en daarna vertrok hij naar Nederland om aan het Instituut van Sonologie in Utrecht elektronische muziek en computermuziek te studeren (1973-1976). Aldaar kwam hij in aanraking met het Asko Ensemble, waarmee hij sindsdien een innige band onderhoudt. Samen met componisten Jan Vriend en Cliff Crego voerde hij "De Werkplaats" aan, een groep componisten die duidelijk wou maken waar hun werk over ging.
Zijn bekendste werk is de opera De Expeditie over een mislukte poolreis van de Zweedse ontdekkingsreiziger S.A. Andrée; het is geschreven voor het Holland Festival, maar kreeg daar alleen een concertuitvoering. De première van The Last Diary vond plaats in Paradiso in Amsterdam. Hij is gehuwd met de sopraan Charlotte Riedijk.

## Oeuvre
- 1974: Cuts by 22 (teruggetrokken)
- 1976: Redskap
- 1979: Pedaal
- 1980: Intros
- 1981: Spans/Spannvidder
- 1981: Spans
- 1982: Järn
- 1983: Fläka
- 1984: Spara
- 1985: Isogloss
- 1987: Licks and Brains I
- 1988: Solo voor bassaxofoon
- 1988: Licks and Brains II
- 1990: Koorde
- 1990: Stick on stick (Matthijs Vermeulenprijs)
- 1991: Hamra
- 1992: Urban solo
- 1994: Kargt
- 1994: The Last Diary (leidt later tot de opera De Expeditie)
- 1998: De Expeditie
- 1998: Intermezzo en Epiloog uit De Expeditie
- 2000: Lantern Lectures I (Brass Link I, Solid Rocks I, Brass Link II)
- 2002: Lantern Lectures III (Brass Link III, Aurora Borealis)
- 2002: Lantern Lectures IV (Brass Link IV, Giant’s Cauldron)
- 2002: Lantern Lectures II (Brass Link II, Solid Roks II)
- 2003: Four Brasslinks
- 2004: In Großer Sehnsucht (voor sopraan Charlotte Riedijk en het Osiris Trio)
- 2006: Zelfportret met percussie (Lantern Lectures V)
- 2007-2012: Noordse Cyclus; vier werken voor orkest.

Een aantal van bovenstaande werken is inmiddels op compact disc verkrijgbaar.

## Bron
- Donemus
- enkele cd-uitgaven daarvan.

- CiNii: DA18152938
- Gemeinsame Normdatei: 103797750
- International Standard Name Identifier: 0000 0000 5463 6785
- Library of Congress Control Number: n85023272
- MusicBrainz: f88bcae8-2009-4177-a0ce-db2dfbcdc4ad
- Nationale Bibliotheek van Israël: 987011245289705171
- Nederlandse Thesaurus van Auteursnamen: 107470209
- LIBRIS: 209520
- Virtual International Authority File: 34876003
- WorldCat: E39PBJt8fFDbDP7ypgQRgkKDbd